# Бахрейнский динар
Бахре́йнский дина́р — национальная валюта Королевства Бахрейн, равная 1000 филсов. Код валюты в стандарте ISO 4217 — BHD, также используется обозначение BD. С 1966 по 1973 год бахрейнский динар был национальной валютой эмирата Абу-Даби (ОАЭ), пока ему на смену не пришёл дирхам ОАЭ.
В обращении находятся банкноты номиналом в ½, 1, 5, 10 и 20 динаров, а также монеты номиналом в 5, 10, 25, 50, 100 и 500 филсов.

## История
До 28 апреля 1959 года в стране имела хождение индийская рупия, кроме того, здесь использовались британские соверены и талер Марии-Терезии, пока их не заменила выпущенная для стран Персидского залива рупия Персидского залива.
Рупия Персидского залива была привязана к индийской рупии. Когда в 1965 году индийская рупия обесценилась, то упала и стоимость рупии Персидского залива. После этого правительство Бахрейна решило ввести в обращение свою собственную валюту.
Бахрейнский динар был введён в обращение 11 октября 1965 года, заменив рупию Персидского залива, в размере 10 рупий = 1 динар. Со следующего года Бахрейнский динар стал денежной единицей княжества Абу-Даби, пока в 1973 году ей на смену не пришёл дирхам ОАЭ. Выпуском бахрейнской валюты сначала занимался Валютный совет Бахрейна (с 1964 по 1973), а затем Валютное агентство Бахрейна (с 1973 года), которое в 2006 году было переименовано в Центральный банк Бахрейна
Курс динара привязан к доллару США в соотношении 1 динар = 2,6596 доллара.

## Монеты

### Монеты образца 1965 года
Первые монеты в Бахрейне номиналом 1, 5, 10, 25, 50 и 100 филсов были введены в обращение в 1965 году. На аверсе монет — изображение финиковой пальмы, надпись на араб. حكومة البحرين‎ — «Правительство Бахрейна» и год чеканки по хиджре и григорианскому календарю, обозначенный арабскими цифрами. На реверсе — номинал и название государства на англ. BAHRAIN.
| Изображение | Номинал (филсов) | Диаметр (мм) | Масса (г) | Материал    | Годы выпуска |
| ----------- | ---------------- | ------------ | --------- | ----------- | ------------ |
|             | 1                | 15,00        | 1,5       | бронза      | 1965 1966    |
|             | 5                | 18,50        | 2,00      | бронза      | 1965         |
|             | 10               | 23,50        | 4,75      | бронза      | 1965         |
|             | 25               | 16,50        | 1,75      | медь+никель | 1965         |
|             | 50               | 20,00        | 3,10      | медь+никель | 1965         |
|             | 100              | 25,00        | 6,50      | медь+никель | 1965         |

### Монеты в обращении
В настоящее время разменные монеты в Бахрейне выпускаются номиналом 5, 10, 25, 50, 100 и 500 филсов. С момента ввода в обращение бахрейнского динара на разменных монетах написание названия страны менялось в соответствии с изменением официального названия государства: англ. STATE OF BAHRAIN и араб. دولة البحرين‎ — «Государство Бахрейн» на монетах до 2001 года включительно и англ. KINGDOM OF BAHRAIN и араб. مملكة البحرين‎ — «Королевство Бахрейн» с 2002 года.
| Монеты в обращении | Монеты в обращении | Монеты в обращении | Монеты в обращении | Монеты в обращении                 | Монеты в обращении                                                                        | Монеты в обращении | Монеты в обращении                                          | Монеты в обращении |
| Изображение        | Номинал (филсов)   | Диаметр (мм)       | Масса (г)          | Материал                           | Аверс                                                                                     | Реверс             | Годы выпуска                                                |                    |
| ------------------ | ------------------ | ------------------ | ------------------ | ---------------------------------- | ----------------------------------------------------------------------------------------- | ------------------ | ----------------------------------------------------------- | ------------------ |
|                    | 5                  | 19,00              | 2,50               | латунь                             | пальма, название государства на арабском и английском, год чеканки                        | номинал, орнамент  | 1991 1992 2005 2007 2009 2010 2011 2012                     |                    |
|                    | 10                 | 21,00              | 3,35               | латунь                             | пальма, название государства на арабском и английском, год чеканки                        | номинал, орнамент  | 1991 1992 2000 2002 2004 2005 2007 2008 2009 2010 2011 2012 |                    |
|                    | 25                 | 20,00              | 3,50               | медь+никель                        | рисунок с Дильмуна, название государства на арабском и английском, год чеканки            | номинал, орнамент  | 1992 2000 2002 2005 2007 2008 2009 2010 2011                |                    |
|                    | 50                 | 22,00              | 4,50               | медь+никель                        | дау, название государства на арабском и английском, год чеканки                           | номинал, орнамент  | 1992 2000 2002 2005 2007 2008 2009 2010                     |                    |
|                    | 100                | 24,00              | 6,00               | кольцо: латунь, центр: медь+никель | герб Бахрейна, название государства на арабском и английском, год чеканки                 | номинал, орнамент  | 1992 1995 1997 2000 2001 2002 2004 2005 2007 2008 2009 2010 |                    |
|                    | 500                | 27,00              | 9,00               | центр: латунь, кольцо: медь+никель | монумент на Жемчужной площади, название государства на арабском и английском, год чеканки | номинал            | 2000 2001 2002                                              |                    |

## Банкноты
Банкноты с 1964 по 1973 годы выпускались от имени Валютного совета Бахрейна, а с 1973 года — Валютного агентства Бахрейна. В 2006 году агентство было преобразовано в Центральный банк Бахрейна.
В обращении находятся банкноты номиналом от 1/2, 1, 5, 10 и 20 динаров. Большинство из них украшены изображениями памятников, исторических зданий, орнаментами.
За всю историю было четыре выпуска банкнот: в 1964, 1973, 1993—2001 и 2006 годах.
После изменения конституции (эмират Бахрейн стал королевством Бахрейн), впервые в обращение вышла банкнота с изображением короля.

### Банкноты 3 серии
| Банкноты Бахрейна III серии (выпуск 1993—2001 годов) | Банкноты Бахрейна III серии (выпуск 1993—2001 годов) | Банкноты Бахрейна III серии (выпуск 1993—2001 годов) | Банкноты Бахрейна III серии (выпуск 1993—2001 годов) | Банкноты Бахрейна III серии (выпуск 1993—2001 годов) | Банкноты Бахрейна III серии (выпуск 1993—2001 годов) | Банкноты Бахрейна III серии (выпуск 1993—2001 годов)                                             | Банкноты Бахрейна III серии (выпуск 1993—2001 годов) |
| Изображения                                          | Изображения                                          | Номинал (динаров)                                    | Размеры (мм)                                         | Основные цвета                                       | Описание                                             | Описание                                                                                         | Годы выпуска                                         |
| Лицевая сторона                                      | Оборотная сторона                                    | Номинал (динаров)                                    | Размеры (мм)                                         | Основные цвета                                       | Лицевая сторона                                      | Оборотная сторона                                                                                | Годы выпуска                                         |
| ---------------------------------------------------- | ---------------------------------------------------- | ---------------------------------------------------- | ---------------------------------------------------- | ---------------------------------------------------- | ---------------------------------------------------- | ------------------------------------------------------------------------------------------------ | ---------------------------------------------------- |
|                                                      |                                                      | 1/2                                                  | 142×71                                               | коричневый                                           | слепой ткач из деревни Бани Джамра за работой        | вид на завод компании Aluminium Bahrain                                                          | 1993 1996 1998                                       |
|                                                      |                                                      | 1                                                    | 142×71                                               | красный                                              | древняя печать из Дильмуна                           | здание Валютного агентства Бахрейна                                                              | 1993 1998                                            |
|                                                      |                                                      | 5                                                    | 142×71                                               | синий                                                | юго-восточная башня Крепости Рифа                    | Международный аэропорт Бахрейна                                                                  | 1993 1998                                            |
|                                                      |                                                      | 10                                                   | 142×71                                               | зелёный                                              | дау                                                  | Мост короля Фахда, проходящий через искусственный остров на границе Саудовской Аравии и Бахрейна | 1993 1998                                            |
|                                                      |                                                      | 20                                                   | 142×71                                               | фиолетовый                                           | Ворота Бахрейна                                      | мечеть аль-Фатиха                                                                                | 1993 1998                                            |
|                                                      |                                                      | 20                                                   | 142×71                                               | оранжевый, серый                                     | Ворота Бахрейна                                      | мечеть аль-Фатиха                                                                                | 1998                                                 |
|                                                      |                                                      | 20                                                   | 142×71                                               | оранжевый, серый                                     | портрет эмира Хамада ибн Исы Аль Халифы              | мечеть аль-Фатиха                                                                                | 2001                                                 |

### Банкноты 4 серии
В 2006 году была выпущена 4 серия банкнот. Все банкноты имеют одинаковый размер.
| Банкноты Бахрейна IV серии (выпуск 2006 года)   | Банкноты Бахрейна IV серии (выпуск 2006 года) | Банкноты Бахрейна IV серии (выпуск 2006 года) | Банкноты Бахрейна IV серии (выпуск 2006 года) | Банкноты Бахрейна IV серии (выпуск 2006 года) | Банкноты Бахрейна IV серии (выпуск 2006 года)      | Банкноты Бахрейна IV серии (выпуск 2006 года)                       |
| Изображения                                     | Изображения                                   | Номинал (динаров)                             | Размеры (мм)                                  | Основные цвета                                | Описание                                           | Описание                                                            |
| Лицевая сторона                                 | Оборотная сторона                             | Номинал (динаров)                             | Размеры (мм)                                  | Основные цвета                                | Лицевая сторона                                    | Оборотная сторона                                                   |
| ----------------------------------------------- | --------------------------------------------- | --------------------------------------------- | --------------------------------------------- | --------------------------------------------- | -------------------------------------------------- | ------------------------------------------------------------------- |
|                                                 |                                               | 1/2                                           | 155×74                                        | оранжевый                                     | старое здание суда в Манаме                        | трасса и башня Сахир                                                |
|                                                 |                                               | 1                                             | 155×74                                        | красный                                       | медресе Аль-Хедая                                  | монумент на Жемчужной площади, лошади                               |
|                                                 |                                               | 5                                             | 155×74                                        | синий, голубой                                | дом шейха Исы ибн Салмана Аль Халифа, форт Эр-Рифа | завод Альба, насос газоперерабатывающего завода, нефтяная скважина. |
|                                                 |                                               | 10                                            | 155×74                                        | зелёный                                       | шейх Хамад ибн Иса Аль Халифа                      | мост шейха Исы ибн Салман Аль Халифа                                |
|                                                 |                                               | 20                                            | 155×74                                        | коричневый, голубой                           | шейх Хамад ибн Иса Аль Халифа                      | мечеть аль-Фатиха                                                   |
| Масштаб изображений — 3,9 пикселя на миллиметр. |                                               |                                               |                                               |                                               |                                                    |                                                                     |

## Режим валютного курса
Курс бахрейнского динара зафиксирован по отношения к доллару США (код ISO 4217 — USD) в соотношении 0,376 динара за 1 доллар.